# Adicella clio
Adicella clio är en nattsländeart som beskrevs av Schmid 1994. Adicella clio ingår i släktet Adicella och familjen långhornssländor. Inga underarter finns listade i Catalogue of Life.